# Çınar (Name)
Çınar (türk. für „Platane“) ist ein türkischer weiblicher und männlicher Vorname persischer Herkunft wie auch ein Familienname. Çinar ist keine türkische Schreibweise des Namens.

## Namensträger

### Vorname
- Çınar Tarhan (* 1997), türkischer Fußballspieler

### Familienname
- Cemre Melis Çınar (* 1991), türkische Schauspielerin
- Ezgi Cinar, türkisch-schweizerische Modedesignerin
- Hüseyin İlker Çınar (* 1970), Theologe und Islamwissenschaftler
- Josef Çınar (* 1984), deutsch-türkischer Fußballspieler
- Orkan Çınar (* 1996), türkisch-deutscher Fußballspieler
- Özlem Çınar (* 1974), türkische Schauspielerin
- Safter Çinar (* 1946), Sprecher des Türkischen Bundes in Berlin/Brandenburg und Migrationsbeauftragter des Deutschen Gewerkschaftsbundes (DGB)
- Serkan Çınar (* 1976), türkischer Fußballschiedsrichter
- Şevki Çınar (* 1995), türkischer Fußballspieler
- Vasıf Çınar (1896–1935), kurdischstämmiger türkischer Lehrer, Journalist, Politiker und Diplomat